# Florence Parly
Florence Parly (Boulogne-Billancourt, 8 de maio de 1963) é uma  diretora executiva e política francesa. Ela foi nomeada Ministra das Forças Armadas em 21 de junho de 2017 no governo Philippe II sob a presidência de Emmanuel Macron. Ficou no cargo até 20 de maio de 2022. 

## Biografia
Florence Parly nasceu em Boulogne-Billancourt em 8 de maio de 1963. Depois de se graduar no Instituto de Estudos Políticos de Paris e na Escola Nacional de Administração, ela ingressou no corpo de administradores civis do Departamento de Orçamento.
De 1991 a 1993, tornou-se assessora técnica no Ministério do Serviço Público, depois no Ministério do Transporte e Habitação e no Ministério do Interior. Regressou à administração em 1993, passando a ocupar, sucessivamente, o cargo de Chefe do Departamento de Orçamento dos gabinetes de proteção social e segurança social (1993), de habitação e planejamento regional (1994-1995) e, por fim, cultura e audiovisual (1995-1997). Em 1997, ela ingressou no gabinete do primeiro-ministro Lionel Jospin como consultora para assuntos orçamentários. Em 2000, foi nomeada Secretária de Estado do Orçamento, cargo que ocupou até 2002.
Após essa passagem pelo governo, Florence se tornou gerente de projetos na Agência France Trésor de 2003 a 2004 e, em seguida, Presidente do Conselho Executivo da Agência de Desenvolvimento Regional da Ilha de France até 2006. Ela ingressou no grupo Air France em 2006, onde ocupou os cargos de Diretora de Estratégia de Investimento (2006-2008), em seguida, Diretora Executiva Adjunta responsável pela Cargo (2008 - final de 2012) e, finalmente, Diretora Geral Adjunta de atividades de curta distância ( Orly e Escales França) em 2013. Florence ingressou na SNCF em 2014, primeiro como Diretora Executiva Adjunta e, a partir de 2016, como Diretora Geral da SNCF Voyageurs.
Em 21 de junho de 2017, Florence Parly foi nomeada Ministra das Forças Armadas.